# Gumbe
Gumbe, auch gumbé, gumbay, gombe, gombay, goombay, ist eine einfellige rechteckige Rahmentrommel in Jamaika und auf den Bahamas in der Karibik und in einigen Ländern entlang der westafrikanischen Küste. Die Verbreitung der gumbe ist mit der Geschichte der Sklaverei verknüpft. Sie wurde bis zum 18. Jahrhundert von den Maroons (geflohenen afrikanischen Sklaven) in der Karibik eingeführt, wo der Name gumbe für eine Trommel erstmals 1774 in Jamaika auftaucht. Mit der Rückkehr von ehemaligen Sklaven ab Ende des 18. Jahrhunderts nach Sierra Leone fand die als Symbol der Ahnen und der kreolischen Kulturtradition gewürdigte gumbe zurück an die westafrikanische Küste. In Westafrika ist dieser Trommeltyp unter anderem in Ghana als gome, in Mali als gube, in der Elfenbeinküste als goumbe, in Nigeria als kumbeh oder samba und im Kongo als patenge bekannt. Über Freetown in Sierra Leone gelangte die gumbe mit den Krio und anderen Migranten im 19. Jahrhundert bis nach Äquatorialguinea. Dort wird sie auf der Insel Annobón cumbé genannt. Die unterschiedlich großen und meist mit vier Stuhlfüßen ausgestatteten gumbe werden mit beiden Händen, seltener mit Stöcken, auf das senkrecht oder waagrecht positionierte Fell geschlagen.
Gumbe bezeichnet ferner einen mit der Trommel verbundenen Rhythmus und Tanzmusikstil. In der schwarzafrikanischen Gemeinschaft in der Karibik, bei den Nachfahren der Maroons in Westafrika, die sich auf das transatlantische Kulturerbe berufen, und von anderen Ethnien übernommen wird die gumbe in der traditionellen Musik und in einigen im 20. Jahrhundert entstandenen Popularmusikstilen eingesetzt. Die gumbe gilt mit ihrer Musik als das älteste aus den europäischen Kolonien in Amerika nach Afrika zurückgekehrte Kulturphänomen.

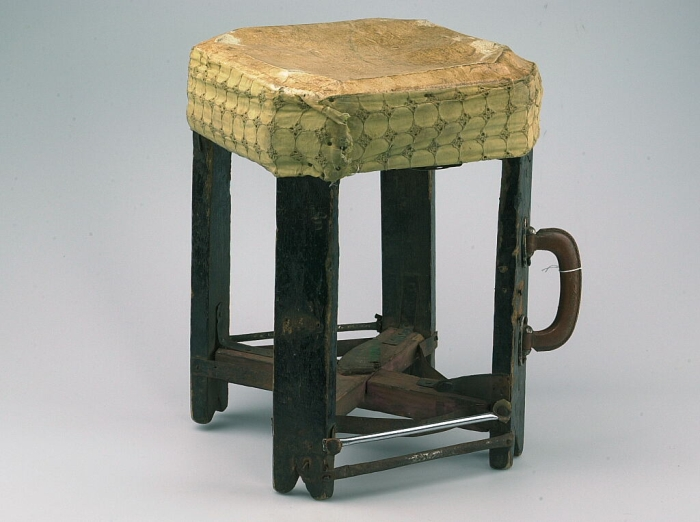
Gumbe aus Freetown, Sierra Leone. Vor 1983

## Herkunft
Mit dem Anfang des 16. Jahrhunderts begonnenen transatlantischen Sklavenhandel gelangten mit den deportierten Afrikanern auch Rhythmen und Gesangsstile westafrikanischer Herkunft in die Karibik. In der frühislamischen Zeit in Nordafrika und auf der Iberischen Halbinsel eingeführte quadratische Rahmentrommeln wurden während der spanischen Kolonialzeit in die Karibik gebracht. Ihr Ursprung wird in Vorderasien vermutet. Der gumbe entsprechende Trommeln seien von Westafrika vor 1800 nicht bekannt, erklärt Kenneth Bilby (2011), ohne die organologischen Parallelen zu Rahmentrommeln in Afrika Jahrhunderte vor dieser Zeit zu erwähnen. Das Wort gumbe könnte vom bantusprachigen Begriff ngoma abgeleitet sein, der im zentralen, östlichen und südlichen Afrika ein großes Bedeutungsumfeld von Trommeln sowie anderen Aspekten der Musik und der traditionellen Kultur abdeckt.
Ein Einfluss der Fon, Yoruba, Bantu und anderer Ethnien ist weithin in Musikstilen in der Karibik und Teilen Südamerikas erkennbar. Beispielhaft hierfür sind die batá, ein Satz von drei zweifelligen Sanduhrtrommeln mit einem Ursprung bei den Yoruba, die in der afrokubanischen Musik gespielt werden. Ihre rituelle Verwendung im religiösen Santería-Kult geht entsprechend auf die afrikanische Religion der Yoruba zurück. Für die Unterhaltungsmusik beispielhaft ist der auf kongolesischen Rhythmen basierende afrokubanische Rumba, ein Ende des 19. Jahrhunderts entstandener Tanz- und Gesangsstil, aus dem der langsamer gespielte jamaikanische Mento hervorging. Die afrikanischen Trommelrhythmen des Ende der 1960er Jahre populär gewordenen jamaikanische Reggae basieren wiederum auf dem Mento. Den Kern des afrikanischen Musikimports bildet das charakteristische ostinate Rhythmusmuster, das vor allem im brasilianischen Samba und in den Steelbands von Trinidad die Musik vorwärts treibt.
Rahmentrommeln werden in Europa, im Nahen und Mittleren Osten, in Nordasien, Ostasien, in Nord- und Südamerika eingesetzt und bilden vor Röhren- und Kesseltrommeln den am weitesten verbreiteten Trommeltyp, in Subsahara-Afrika sind sie jedoch selten. Die große Mehrheit der Rahmentrommeln besitzen eine über einen kreisrunden Rahmen gespannte Membran, während zweifellige und rechteckige Rahmentrommeln heute nur regional vorkommen. Für Westafrika sind ein- und zweifellige Zylindertrommeln, zweifellige Sanduhrtrommeln und Kesseltrommeln mit Kalebassenkorpus typisch. Gegenüber den mutmaßlich am Beginn der Membranophone stehenden Erdtrommeln gelten Rahmentrommeln als entwicklungsgeschichtliche Verbesserung, da sie ortsungebunden und leicht transportierbar sind. Historisch belegt sind eine senkrecht aufgehängte sumerische Rahmentrommel, sumerisch SU A-LA, mit einem Durchmesser von 1,5 bis 1,8 Metern Mitte des 3. Jahrtausends v. Chr., die von zwei Spielern mit den Händen geschlagen wurde, und eine kleine, von Frauen nach literarischen Belegen ab dem 2. Jahrtausend v. Chr. in Palästina bei Tänzen gespielte Rahmentrommel, die in der Bibel als tof erwähnt wird. Die sumerische Riesenrahmentrommel erscheint nach der Mitte des 3. Jahrtausends in der ägyptischen 5. Dynastie und noch um 1000 v. Chr. in Anatolien. Dagegen lebt die tof im gesamten Orient im arabischen Namen duff und in Gestalt der Unterhaltungstänze der Frauen begleitenden daira fort.

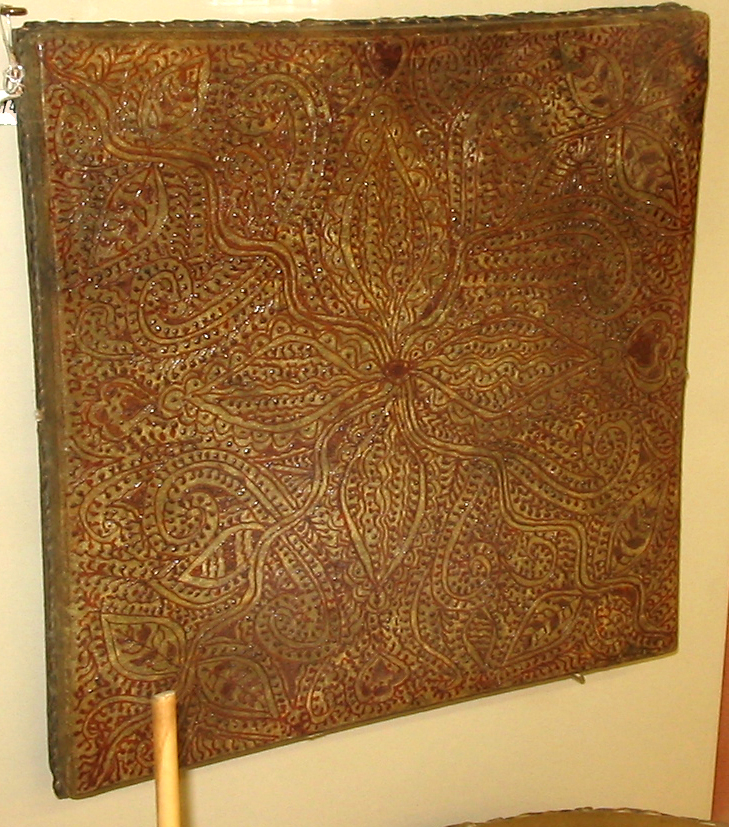
Zweifellige marokkanische Rahmentrommel duff mit einem quadratischen Holzrahmen. Eine Membran ist mit Henna bemalt, wird meist von Frauen gespielt.

Über Nordafrika breiteten sich Rahmentrommeln mit der islamischen Expansion im 7. Jahrhundert aus. Nach der islamischen Legende ist die Rahmentrommel uralt, sie wurde vom biblischen Tubal erfunden und von Frauen zu Ehren des Propheten Mohammed geschlagen. Zu den verschiedenen Varianten nordafrikanischer Rahmentrommeln gehören die im Maghreb gespielte bendir und die größte orientalische Rahmentrommel mazhar in Ägypten. Von bendir wird der Name der Kalebassentrommel bendre bei den Mossi in Burkina Faso hergeleitet. Die genannten und die anderen Rahmentrommeln der arabischen Musik besitzen mit einer Ausnahme einen kreisrunden Rahmen.
Eine solche Ausnahme ist in Michael Praetorius musiktheoretischem Werk Syntagma musicum von 1619 auf einem Holzschnitt abgebildet. Die Herkunftsangaben zu den abgebildeten Musikinstrumenten sind wenig zuverlässig. So zeigt etwa Tafel XXXI zur Bildbeschreibung „Indianische Instrumenta am clang den Harffen gleich“ einen afrikanischen Pluriarc und eine Bogenharfe aus Gabun, welcher der in Ghana gespielten Stegharfe seperewa ähnelt. Die beiden Trommeln auf Tafel XXX, die Praetorius als „Moscowitische Trummeln oder Paucken“ bezeichnet, stammen sehr wahrscheinlich aus Afrika. Figur 2 bildet zwei zweifellige konische Röhrentrommeln und Figur 3 eine beidseitig mit Fell bespannte quadratische Rahmentrommel ab. Möglicherweise hatte Praetorius von nordasiatischen Schamanentrommeln mit dieser Form gehört und deshalb die Trommeln „moskowitisch“ genannt. Figur 5 auf dieser Tafel zeigt auch eine spezifisch west- und zentralafrikanische Bügeldoppelglocke (verwandt mit der Stieldoppelglöcke gankogui in Ghana) und eine quer geblasene afrikanische Elfenbeintrompete.
Runde zweifellige Rahmentrommeln, die wie die von Praetorius abgebildete auf der Zarge zusammengenäht sind, gehören zur islamisch-orientalischen Musikkultur und werden als Sonderformen der von Militärkapellen umgehängten Zylindertrommel davul aufgefasst, die auch nach Nordafrika und Madagaskar gelangte. Auch mit einem sehr flachen Rahmen wird dieser Typ in der Hornbostel-Sachs-Systematik zu den Zylindertrommeln gezählt. Bei den Fulbe heißt der flache Trommeltyp arabischer Herkunft tumbel (von arabisch tabl). Ihre Membranen sind V-förmig verschnürt. Eine Zarge des davul-Typs, die in Iran und Ägypten vorkommt, ist so niedrig, dass die beiden Membranen nicht mit Schnüren verspannt, sondern nur direkt vernäht werden können. Die Musiker tragen diese Rahmen- und Zylindertrommeln senkrecht an einem über der Schulter gehängten Band.
Die Abbildung von Michael Praetorius ähnelt ungefähr der zur arabisch-andalusischen Musik gehörenden quadratischen zweifelligen Rahmentrommel. Im Maghreb ist sie als (ad-)duff, daff oder def und vom arabischen Namen abgeleitet auf der Iberischen Halbinsel als adufe bekannt. Eine Darstellung aus almoravidischer Zeit im 12. Jahrhundert zeigt Frauenfiguren auf dem Rand eines Tongefäßes, die runde Tontrommeln und rechteckige Rahmentrommeln wahrscheinlich bei einer Hochzeit spielen. An dem nach seinem Fundort als Tavira-Vase bekannten Ritualobjekt sind keine Einzelheiten an den Trommeln erkennbar.
Georg Hjersing Høst, der 1760 bis 1768 dänischer Konsul in der marokkanischen Hafenstadt Essaouira war, zeigt in seinem Buch Nachrichten von Marókos und Fes (1781) eine Bildtafel mit mehreren Musikinstrumenten der Mauren, die er kommentiert und auch die arabischen Namen der Instrumente nennt. Offenbar wurde im Lauf der Zeit bei der quadratischen Rahmentrommel der Name ausgetauscht, denn er bezeichnet die duff als „Bendír“ (bendīr). Zu sehen ist eine kissenförmige Rahmentrommel, deren Membran über vier stark abgeschrägte Kanten gespannt ist.

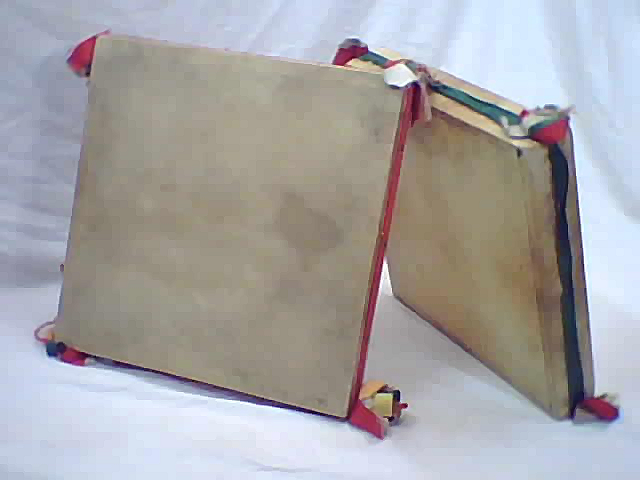
Zwei zweifellige spanisch-portugiesische adufe, hauptsächlich von Frauen gespielt

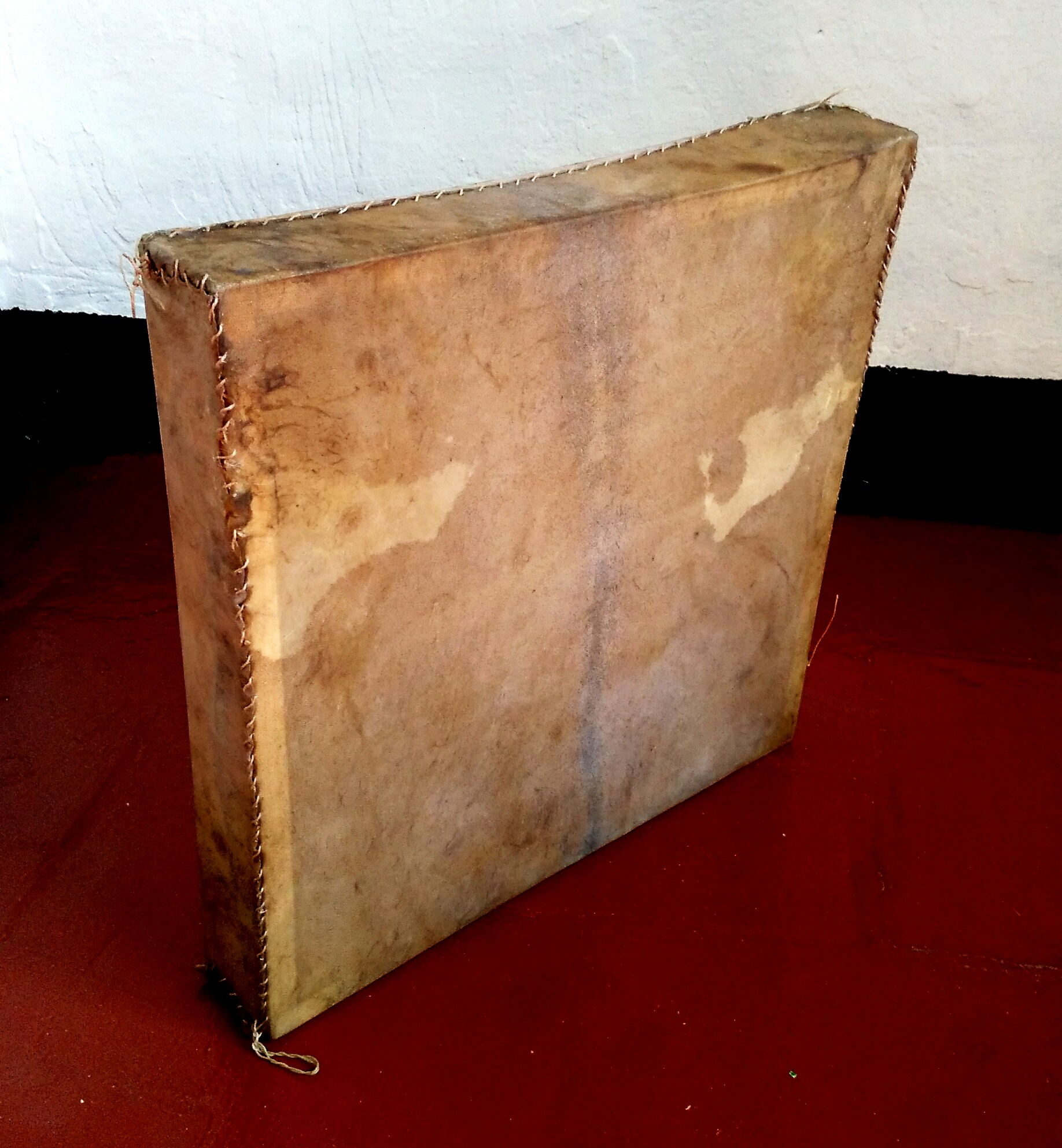
Zweifellige spanische Pandero cuadrado mit an den Kanten vernähten Membranen

Heute ist die zweifellige quadratische Rahmentrommel im Maghreb selten. Bei den Kabylen im Norden Algeriens sind die beiden Membranen über einen schräg abgekanteten Rahmen gespannt und vernäht. Die früher bei den Kabylen nur von Frauen gespielte duff wird heute auch von Männern bei Hochzeiten und Beschneidungen eingesetzt. Berber in der marokkanischen Provinz Ouarzazate schlagen die mit beiden Händen vor der Brust gehaltene quadratische duff zur Begleitung eines Tanzes oder von Volksliedern.
Die adufe hat sich von ihrem arabisch-muslimischen Ursprung über Spanien und Portugal – in beiden Ländern wird sie bis heute hauptsächlich von Frauen gespielt – nach Brasilien, wo die Rahmentrommel auch pandeiro genannt wird, und in die Karibik verbreitet. Es gibt auch einfellige und seit jüngerer Zeit dreieckige oder sechseckige Varianten. Im Verlauf dieser Geschichte haben sich der Holzrahmen und die Membranbefestigung der adufe offenbar unter europäischem Einfluss verändert. Auch bei einer zweifelligen adufe werden die Membranen heute am Rand wie bei der gumbe durch Nägel befestigt.
Mit portugiesischen Seefahrern und Kolonialherren könnte die adufe ab der Mitte des 15. Jahrhunderts auf die Insel Gorée vor der Küste Senegals gekommen sein, wo die heute einfellige quadratische Rahmentrommel asiko für einen ebenso genannten Tanzrhythmus verwendet wird. Damit gelangte Henri-Pierre Koubaka (2011) zufolge die quadratische zweifellige Rahmentrommel – vor der einfelligen gumbe aus der Karibik – von al-Andalus auf dem direkten Seeweg nach Westafrika.
Die Verbreitung arabisch-islamischer Rahmentrommeln ab dem 14. Jahrhundert über al-Andalus nach Westeuropa gilt als nachgewiesen, weil sie mit Schellen und teilweise mit (sonst nur bei der bendir im Maghreb üblichen) Schnarrsaiten ausgestattet waren. Michael Praetorius (1619) nannte die Schellentrommel wegen dieser Herkunft „Morenpaucklin“ und Marin Mersenne (1648) verwies mit der Bezeichnung tambour de Bisquaye (tambour de Biscaye, „Tamburin von Bizkaia“) ebenfalls auf das muslimische Spanien. In dieser Zeit gab es in Europa auch vereinzelt quadratische Rahmentrommeln, die mit einem Stock oder der flachen Hand geschlagen wurden.
Die einseitig mit Ziegenhaut bespannte und in drei Größen angefertigte asiko entspricht mit ihrem verstellbaren Rahmen im Wesentlichen der gumbe ohne Stuhlgestell. Kleine quadratische Rahmentrommeln wie die asiko heißen unter anderem in Sierra Leone sikko, in Liberia sákara, in Ghana tamalin oder tambourim, in Nigeria samba und auf der Insel Annobón tambalí. Zusätzlich zur asiko wird der Rhythmus mit einem Löffel oder einer Gabel auf eine Glasflasche geschlagen. Asiko (assiko, ashiko) heißt auch ein beliebter Tanz der Bassa in Kamerun, dessen Rhythmus ebenfalls mit einer Glasflasche erzeugt wird. Melodisch begleitet wird der Asiko-Tanz in Kamerun von Gesang und Gitarre. In der ersten Hälfte des 20. Jahrhunderts war der von Rahmentrommel und Gitarre begleitete Tanzmusikstil Asiko an der gesamten westafrikanischen Küste bis nach Lagos in Nigeria verbreitet. Weil eine Rahmentrommel und nicht eine zur schwarzafrikanischen Musikkultur gehörende hölzerne Röhrentrommel verwendet wurde, durfte der zu gesellschaftlichen Veranstaltungen gehörende Asiko auch von christlichen Missionsschulen (der Basler Mission) und im kirchlichen Umfeld aufgeführt werden. Einfellige quadratische Rahmentrommeln, die nicht zum Typ der gumbe gehören, sind in Nord- und Westafrika praktisch unbekannt. Es gibt jedoch vereinzelt Sonderformen, die rechteckig oder vieleckig sind.
Nach einer Beschreibung aus Marokko waren Anfang des 20. Jahrhunderts bei der zweifelligen arabischen Rahmentrommel die beiden Membranen über einen Rahmen mit 20–30 Zentimetern Kantenlänge gespannt. Die 45 Zentimeter starken Leisten verjüngten sich nach außen. Die quadratischen flachen Trommeln wurden im 19. Jahrhundert in Marokko nicht nur von Frauen, sondern wohl auch von Geschichtenerzählern auf den Märkten verwendet. Solche brettförmigen Gegenstände, die auch einige Benin-Bronzen und Elfenbeinfiguren aus Benin in den Händen halten, bezeichnet Felix von Luschan (Die Altertümer von Benin, 1919) als Rahmentrommeln. Nach ihrer Haltung auf den Benin-Bronzen mit einer Hand hoch über der Schulter enthielten die zweifelligen quadratischen Rahmentrommeln wohl Rasselkörper und konnten geschlagen oder geschüttelt werden.
Die zweifellige quadratische Rahmentrommel arabischer Herkunft scheint im 15. und 16. Jahrhundert im westafrikanischen Songhai-Reich weit verbreitet gewesen zu sein. Nach der Legende soll einer der Gründer des Songhai-Reiches die Rahmentrommel erfunden oder angefertigt haben und weit vor dieser Zeit hob der andalusische Geograph al-Bakrī (1014–1094) die Bedeutung von Trommeln hervor, denn ihm zufolge gab der Klang (anderer) Trommeln der späteren Hauptstadt des Songhai-Reiches Gao ihren lautmalerischen Namen. Rahmentrommeln wurden offenbar bei Ankündigungen geschlagen und vermutlich führte der Songhai-Herrscher Mohammad Bunkan (1531–1583) den Brauch ein, Rahmentrommeln bei Reisen des Königs ertönen zu lassen. Die im Maghreb vorkommenden zweifelligen quadratischen Rahmentrommeln waren einst über Arabien und Syrien bis nach Persien verbreitet.
Zu den runden Rahmentrommeln gehören noch einige kleine Typen südlich der Sahara, deren kreisrunder Rahmen aus Holz oder Ton einen Durchmesser zwischen 9 und 25 Zentimetern hat und gelegentlich zur Unterseite enger wird. Solche bei den Hausa und Yoruba in Nigeria sowie in der Demokratischen Republik Kongo um die Mitte des 20. Jahrhunderts vorgefundenen Tontrommeln bilden offenbar die Öffnung eines Tontopfes nach. Die Membran ist unregelmäßig sternförmig über die Unterseite verschnürt. Über eine ebenso geformte Rahmentrommel berichtet Curt Sachs (1938) aus Madagaskar. Die madagassische Rahmentrommel amponga tapaka besitzt eine auf den Holzrahmen aufgenagelte und verschnürte Membran. Von Madagaskar und der ostafrikanischen Küste wurden ab dem 17. Jahrhundert Sklaven nach Mauritius und andere im Indischen Ozean gelegenen Inseln gebracht. Deren Schicksal verkörpert analog zur gumbe symbolisch die von den versklavten Plantagenarbeitern auf den Inseln eingeführte bis heute gespielte Rahmentrommel ravanne.
Die muslimischen Yoruba in Nigeria verwenden heute eine sakara genannte Rahmentrommel mit einem an der Unterseite einwärts gerundeten Tonreifen, bei der in die Membran am seitlichen Rand abstehende Holzstäbe eingesteckt sind, für religiöse Preislieder und Tänze. Sakara heißt auch der sich Anfang des 20. Jahrhunderts unter den Yoruba verbreitete Musik- und Tanzstil. Die sakara wird mit einem hölzernen Stock geschlagen. Ein anderer Name für diese Trommel ist orunsa („Gefäßhals“). Eine runde einfellige Rahmentrommel aus Holz oder einem Eisenring heißt bei den Idoma samba.

## Bauform

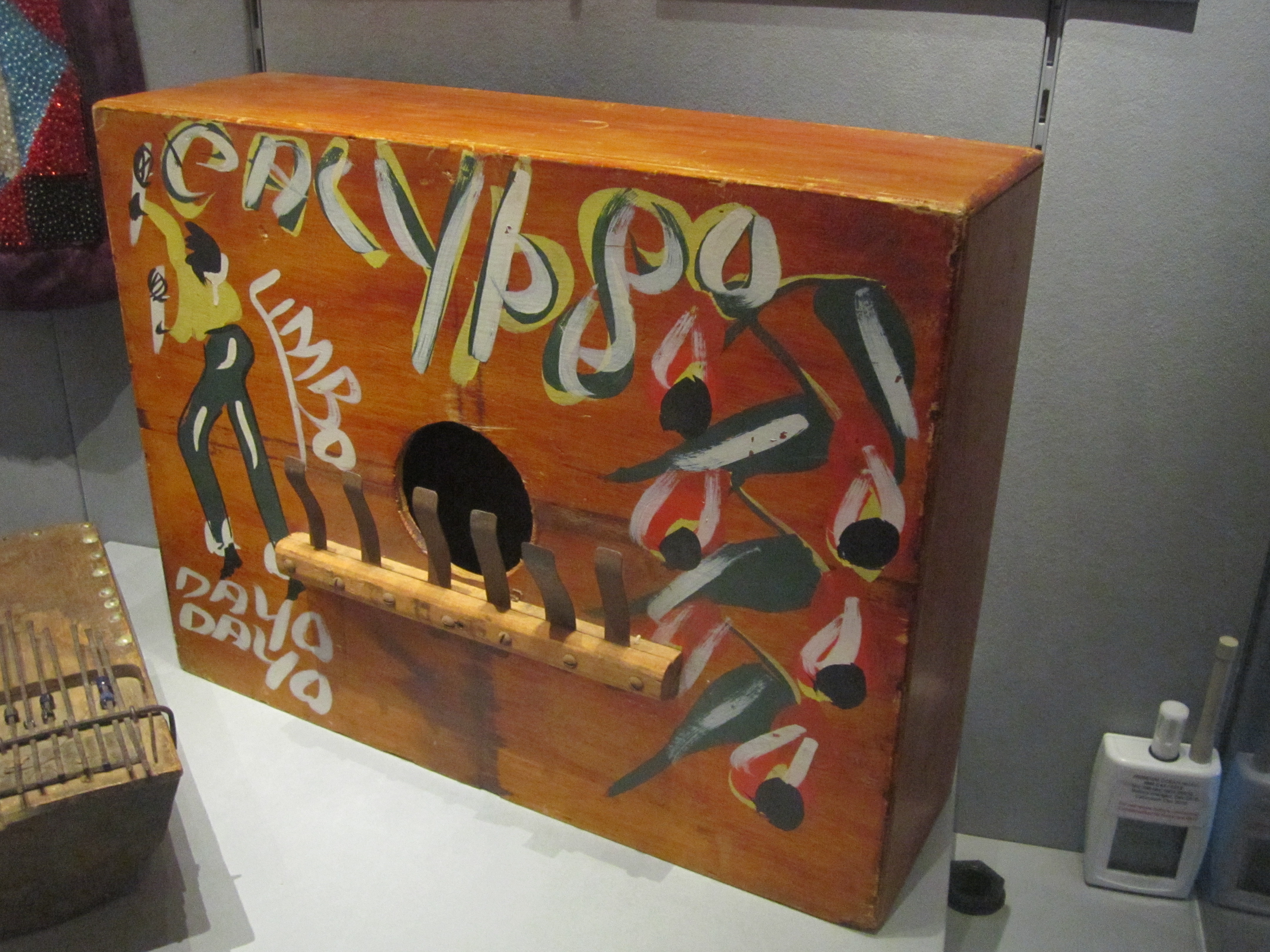
Jamaikanische rumba box. In derselben Spielposition wie eine gumbe senkrecht auf dem Boden stehend als Trommel geschlagen. Im Internationalen Sklavereimuseum, Liverpool

Helen Roberts (1926) hebt bei der Beschreibung afrikanischer Einflüsse auf die schwarze Musik in Jamaika eine besondere Trommel hervor: „...eine kleine quadratische, die auf zwei Füßen steht und mit den Handballen und mit den flachen Daumen und Fingern nach echter afrikanischer Gewohnheit gespielt wird, und zweifellos hat die gumbe, wie diese Trommel genannt wird, ihren Ursprung jenseits des Ozeans.“
Zu den allgemeinen Eigenschaften der gumbe in der Karibik und in Westafrika gehört ein quadratischer hölzerner Rahmen, der einseitig mit einer am Rand angenagelten Ziegenhaut-Membran bespannt ist. Die Kanthölzer verjüngen sich nach außen in einem Winkel von annähernd 45 Grad, sodass die Membran die Form eines Kissens erhält. Die Nagelreihe am Rand kann sichtbar oder durch eine darüber angebrachte Leiste verdeckt sein. Die Membran lässt sich durch Keile an einem inneren Rahmen von der Unterseite nachspannen. Die Befestigungsart der Membran ist ein wesentliches Kriterium zur Klassifizierung der Trommeln, damit sind die karibischen und westafrikanischen Varianten der gumbe einem Trommeltyp zuzuordnen.
Meist ist die Rahmentrommel auf ein stuhlartiges Gestell mit vier Füßen montiert. Die Höhe und schlichte Konstruktion erinnern an einen Melkschemel. Dieses Gestell steht vor dem sitzenden Musiker mit den Füßen auf dem Boden oder der Musiker schlägt auf die senkrechte Membran des zwischen seinen Beinen auf dem Boden liegenden Stuhls. Die Spielhaltung entspricht der einer Kistentrommel cajón oder eines Holzkasten-Lamellophons, das in der Karibik marimbula (in Jamaika rumba box) und in Ghana prenprensiwa genannt wird. Bei Rahmentrommeln ohne Stuhlgestell wird der Rahmen vom stehenden Musiker mit einer Hand frei gehalten und mit der anderen Hand auf das Fell geschlagen oder der in einer Hand senkrecht gehaltene Rahmen ruht zusätzlich auf den Knien des sitzenden Musikers.
Die Stuhlbeine sind auf beliebige Art an den vier Ecken montiert, wobei manchmal die Ecken abgeschrägt sind, oder an den Seitenmitten befestigt. In letzterem Fall sind einer Beobachtung in den 1920er Jahren zufolge zwei gegenüberliegende Füße als kürzer als die beiden anderen, wodurch die Trommel in einer Achse beweglich wird. Alternativ können die vier Seiten aus Brettern gefertigt werden, sodass sich ein bis auf die Unterseite geschlossener würfelförmiger Kasten ergibt. An der gumbe sind keine Schellen angebracht wie am Tamburin und an der kleinen arabischen Rahmentrommel riqq, sie besitzt auch keine Rasselkörper, die bei der adufe zwischen den beiden Membranen enthalten sind. Rahmentrommeln werden allgemein nur selten mit Schlägeln geschlagen, sie sind meist Handtrommeln.

## Verbreitung und Spielweise
Den kulturellen Rahmen, der westafrikanische, karibische und britische Einflüsse auf beiden Seiten des Atlantiks umfasst, formuliert der britische Kulturwissenschaftler Paul Gilroy 1993 als Buchtitel: The Black Atlantic, der sich auf eine durch ihr historisches Bewusstsein verbundene multiethnische Gemeinschaft bezieht.

### Jamaika

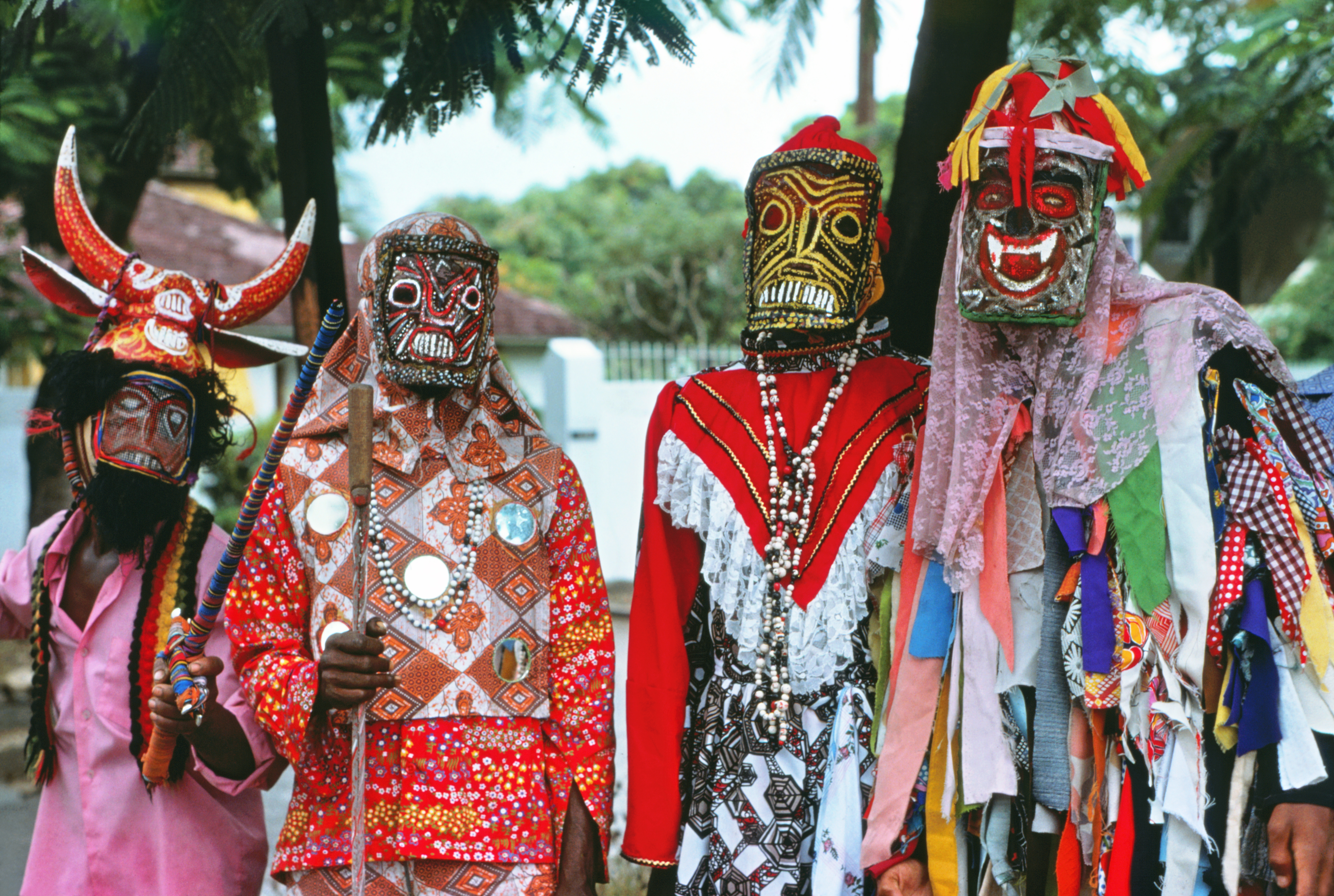
Junkanoo-Tänzer in Kingston, Jamaika, 1975

In der Karibik verbreitete sich die gumbe zunächst unter den Maroons, einer Gemeinschaft ehemaliger entlaufener schwarzer Sklaven. Ab dem 16. Jahrhundert flohen afrikanische Sklaven von den Plantagen in der Karibik, vermischten sich mit der indigenen Bevölkerung oder bildeten als Maroons unabhängige Gemeinschaften. Manche gut organisierte Maroons wurden zu mächtigen Gegnern der Plantagenbesitzer und planten Sklavenaufstände. Der Erste war der Aufstand von Santo Domingo ab 1522 auf der Insel Hispaniola gegen die Spanier. Ihm folgten weitere Aufstände bis zur Abschaffung der Sklaverei 1804 nach der Haitianischen Revolution.
Nach vorausgegangenen Kämpfen übergaben die Spanier 1670 Jamaika an die britischen Kolonialverwalter, die die Sklaverei weiterführten. Dagegen initiierten die Maroons 1793 und 1795 Aufstände, in denen die Briten eine Parallelentwicklung zum letztlich erfolgreichen Aufstand 1793 in Haiti befürchteten. Im Zuge der wachsenden sozialen Spannungen begannen die Briten, einige aufständische Maroons 1795 auf die Insel Nova Scotia vor der Ostküste Kanadas und 1800 weiter nach Freetown, der heutigen Hauptstadt von Sierra Leone, „zurückzuschicken“. Mit der Gründung von Freetown durch ehemalige schwarze Sklaven fand auch die gumbe-Musik nach Westafrika. Damit ist die gumbe mit ihrer Musik dem Reimport aller anderen afroamerikanischen Musikstile nach Afrika zeitlich voraus. Der nächste bekannte Musikstil aus der Karibik in Westafrika ist der Calypso, der in der ersten Hälfte des 19. Jahrhunderts in Trinidad entstanden war und ab 1873 mit englischsprachigen Soldaten von dort ins heutige Ghana gebracht wurde. Die Soldaten sollten für die Briten in den Aschanti-Kriegen die Kolonie Goldküste etablierten.
Der karibische Ursprung der gumbe ist Jamaika, wo sie theoretisch seit dem Eintreffen der afrikanischen Sklaven im 16. Jahrhundert existiert haben könnte. Dort erwähnt sie erstmals der britische Kolonialverwalter, Sklavenbesitzer und Historiker Edward Long in seiner „Geschichte Jamaikas“ von 1774: „Die goombah ... ist ein hohler Holzblock, bezogen mit Schaffell, das von den Haaren befreit wurde.“ Mit „Holzblock“ ist offenbar eine kurze quadratische Trommel gemeint, im Unterschied zu „Holzstamm“ für eine Röhrentrommel. Long, der von 1757 bis 1769 in Jamaika lebte, beschreibt an dieser Stelle noch den Einsatz der gumbe zur Tanzbegleitung und recht genau eine Spießlaute, die im Senegal als akonting bekannt ist und die Schwarzafrikaner in der Karibik zum Banjo entwickelten. Dass die gumbe erstmals im 18. Jahrhundert von Außenstehenden erwähnt wurde, lässt sich mit der sozial randständigen Situation der Maroons erklären, die überwiegend Analphabeten waren. Die Bedeutung der gumbe und andere Besonderheiten ihrer Kultur hielten die Maroons vor den Sklavenhaltern und anderen Leuten außerhalb ihrer Gemeinschaft verborgen, argumentiert Rachel Jackson (2012).
In J. B. Moretons detaillierter Studie der kreolischen Gesellschaft und Kultur auf den Westindischen Inseln von 1790 steht der Name gumbay für ein „Heringsfass oder Röhre mit Schaffellen als Ersatz für die Membranen, als Imitation einer Trommel, genannt gumbay“. Dazu wurde eine Bambusröhre mit Grifflöchern „als Imitation einer fife“ gespielt. Moreton bezeichnete demnach auch die Zylindertrommel als gumbe, weil das gesamte Ensemble und der Tanzstil so benannt wurden.
Offenbar galt der mit der gumbe verbundene Tanzstil als unanständig und unmoralisch, wie 1823 ein Besucher der Insel erklärt. Der jamaikanische Maler jüdischer Herkunft Isaac Mendes Belisario (1795–1849) dokumentierte mit kolorierten Zeichnungen das Alltagsleben in Kingston. Eine Zeichnung von 1837 zeigt eine gumbe beim Einsatz auf einem Junkanoo-Straßenumzug, bei dem eine Musikgruppe mit einer gumbe, einer großen Zylindertrommel und einer quijada (ein Schrapinstrument aus dem Unterkiefer eines Rindes oder Pferdes) aufspielt. Hintergrund des von kostümierten Tänzern gefeierten Junkanoo ist die Würdigung eines legendär verklärten Akan-Herrschers namens John Canoe, der Anfang des 18. Jahrhunderts mit einer eigenen Armee an der Küste des heutigen Ghana gegen die Holländer kämpfte.
Während Anfang des 19. Jahrhunderts die gumbe mit den Maroons und den Sklaven auf den Plantagen in Jamaika verbunden war, verbreitete sie sich ab der Mitte des 19. Jahrhunderts auch in andere Teile der Karibik und nach Nordamerika. Die Tradition der Gumbe-Musik blieb bis heute in der Kultur der Maroons erhalten und zeigt sich darüber hinaus in den Junkanoo-Paraden.
Die jamaikanische gumbe ist meist mit Ziegenfell bezogen. Neben der gumbe sind auch die Röhrentrommeln, sonstigen Musikinstrumente und die unterschiedlichen Rhythmen mit ihrer westafrikanischen Herkunft verbunden. Trommelrhythmen und Liedgattungen wie Mandinga, Ibo, Sa Leone (von Sierra Leone) und Papa sind namentlich aus Westafrika entlehnt. Papa bezieht sich auf pawpaw, wie Europäer zur Zeit der Sklaverei die ewesprachigen Sklaven aus der Gegend von Togo nannten. Der Name der einfelligen langen Zylindertrommel printing ist von Twi oprenteng (operenten, mit den Händen geschlagene Standtrommel in Ghana) abgeleitet. Typisch afrikanisch ist auch das quer geblasene Kuhhorn abeng der jamaikanischen Maroons. Es ist ein kulturelles Symbol, weil es in den Kriegen als Signalinstrument eingesetzt wurde.

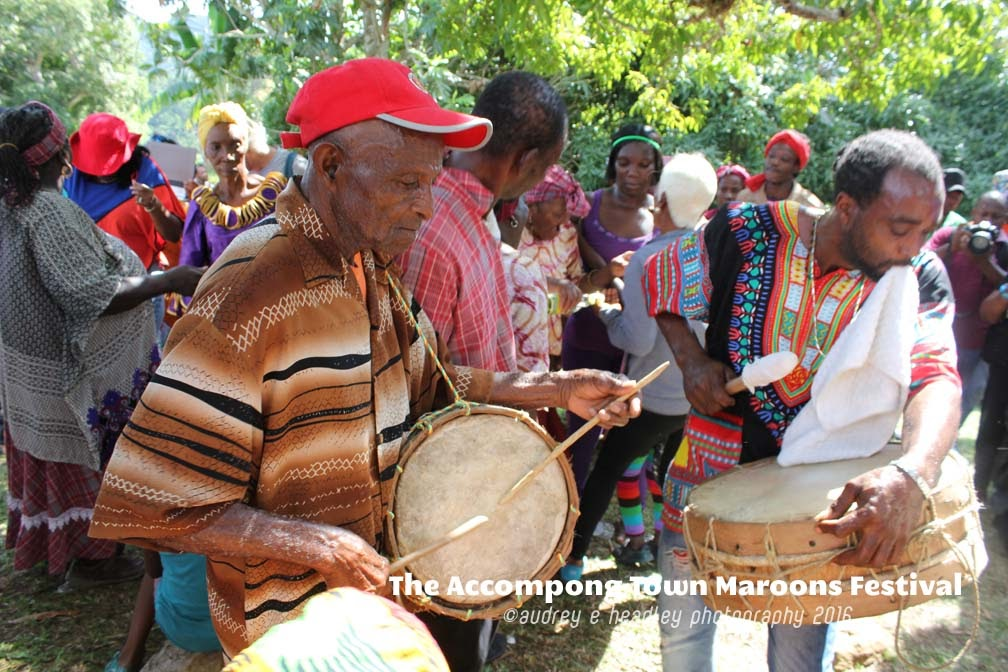
Accompong Maroon Festival am 6. Januar 2016, dem Jahrestag des Friedensvertrags von 1739

Einen eigenen Stil pflegen die Accompong Maroons, die in der entlegenen Siedlung Accompong (im Saint Elizabeth Parish) leben. Der Name geht auf den Twi-Familiennamen Acheampong zurück. In der Siedlung feiern die Maroons weiterhin Jahresfeste mit Tänzen und Trommeln. Die Accompong Maroons veranstalten jedes Jahr im Januar ein Fest zu Ehren ihres berühmten Anführers Kojo, der 1739 nach dem Ersten Maroon-Krieg den Friedensvertrag mit den Briten unterzeichnete. In Liedern mit gumbe-Begleitung wird die Erinnerung an dieses Ereignis mündlich überliefert. Bei Beerdigungen und einigen anderen Zeremonien singen die Maroons in Accompong nach wie vor Lieder in Kromanti, einer auf dem Englischen basierenden und mit westafrikanischen Sprachen vermischten Kreolsprache der jamaikanischen Maroons, und begleiten diese Lieder mit der gumbe.
Die Accompong Maroons gehörten ursprünglich zusammen mit den Trelawny Town Maroons zu einer größeren ethnischen Gruppe, die von den Briten Leeward Maroons genannt wurde. Da die Accompong Maroons beim Aufstand von 1795 anders als die Trelawny Town Maroons nicht teilgenommen hatten, durften sie auf der Insel verbleiben, während ihre Brüder und Schwestern deportiert wurden.
Besessenheitskulte sind ein in Afrika weit verbreitetes Phänomen, die in einem christlichen (mashawe in Sambia) und muslimischen Umfeld (nya in Mali, pepo in Ostafrika) gleichermaßen vorkommen. In Jamaika ist myal eine magisch-religiöse Ritualpraxis, die mit christlichen Glaubensvorstellungen und der Besessenheit von verstorbenen Ahnen verbunden ist. In einer ländlichen Gegend im Saint Elizabeth Parish im Südwesten Jamaikas gehörte zur Tradition, dass sich Ahnen in Ritualtänzern verkörpern, die dadurch ihr Wissen über Heilpflanzen und magische Praktiken erhalten. Die bei entsprechendem Bedarf aufgeführten Tänze und Geisterbeschwörungslieder (myal song) wurden von gumbe-Rhythmen begleitet. Meist leiteten Frauen das myal-Ritual, während Männer die Trommeln schlugen. Eine so verwendete gumbe wurde myal box genannt. Außenstehende Beobachter im 19. Jahrhundert beschrieben diese Besessenheitstänze als „wild“ und die Musik als „lärmend“. Außer gumbe wurden die Trommeln bon und Kalebassenrasseln (ähnlich wie maracas) eingesetzt. Im 19. Jahrhundert waren die myal-Rituale unter den Sklaven derart wirkmächtig geworden, dass sie die Kolonialbehörde bei Androhung der Todesstrafe verbot, sodass sie zwar nicht aufhörten, aber nur noch im Geheimen praktiziert wurden.
Die Maroons von Accompong verwenden bei christlichen Gottesdiensten keine gumbe, stattdessen andere Trommeln, die auch anderswo in Jamaika beim Junkanoo gespielt werden: eine große zweifellige Bass-Röhrentrommel und zwei zweifellige kleine Trommeln, die mit Stöcken geschlagen werden. Diese Trommeln gehören auch zu myal-Ritualen und die mit ihnen verschmolzenen Gottesdienste evangelikaler Kirchen, die sich Revival churches nennen und ebenso mit Trancezuständen und Prophezeiungen zu tun haben. Der gumbe und dem Kuhhorn abeng kommt wegen ihrer afrikanischen Herkunft eine besondere Bedeutung für traditionelle Rituale, das heißt für das myal-Ritual zu. Hierfür erscheint aber nur eine große gumbe geeignet. Mittelgroße Rahmentrommeln sind für allgemeinere Zwecke zu gebrauchen und kleine werden als Souvenirs verkauft.
Die Geschlechterrollen bei traditionellen Kulturveranstaltungen sind bei den Maroons ähnlich aufgeteilt wie in Afrika. Männer schlagen die Trommeln und spielen andere Musikinstrumente, deren Spiel bei rituellen Anlässen Frauen untersagt ist. Da kaum eine Musikdarbietung ohne Gesang und Tanz auskommt, sind stets auch Frauen beteiligt. Bei den Maroons sind jedoch die gesungenen Lieder das wesentliche Element der Musik, sodass Frauen die Leitung des Ensembles übernehmen. Insgesamt spielen Frauen bei religiösen Ritualen eine gleichrangige Rolle wie die Männer. Nach Beobachtungen in den 1980er Jahren ist bei den Accompong Maroons eine Frau für die Aufbewahrung der rituell gebrauchten gumbe verantwortlich, während das Kuhhorn abeng als ein besonderes Symbol der politischen Macht nicht in der Obhut von Frauen sein darf.

### Bahamas

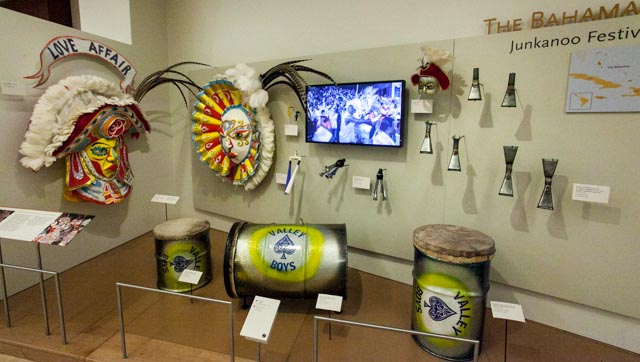
Beim Junkanoo auf den Bahamas verwendete Masken und Musikinstrumente. Auf dem Boden drei einseitig mit Membran bespannte Ölfässer goombay

Der Gumbe-Trommelmusikstil übte nach Jamaika den stärksten Einfluss auf die Musik der Bahamas aus. Er erreichte die Bahamas wahrscheinlich mit afrikanischen Sklaven, die von anderen karibischen Inseln oder aus Nordamerika kamen. Nach dem Amerikanischen Bürgerkrieg von 1860 bis 1865 zogen viele Sezessionisten aus den Südstaaten mit ihren Sklaven in die Karibik. Allein auf den Bahamas kamen zwischen 1783 und 1790 geschätzt 6000 bis 7000 Menschen aus Amerika, davon mehrheitlich Sklaven oder befreite Sklaven westafrikanischer Herkunft an. Auf den Bahamas ist die goombay allerdings keine Rahmentrommel, sondern besteht aus einer mit Ziegenfell bespannten zylindrischen Holzröhre oder einem Ölfass. Mit solchen Röhrentrommeln werden die typischen gumbe-Rhythmen gespielt, das heißt, dass mit den zuvor vorhandenen Trommeln irgendwann in einer Art Modernisierung begonnen wurde, neue Rhythmen zu spielen. Quadratische Rahmentrommeln auf den Bahamas sind auch aus der Vergangenheit nicht bekannt.
Wie in Jamaika gehören die goombay genannten Trommeln auf den Bahamas zum jährlichen Junkanoo-Fest und zu einer Form des Calypso. Früher wurde die Unterhaltungsmusik der schwarzen Arbeiter allgemein goombay genannt. Bei den auf afrikanische Fruchtbarkeitstänze zurückgehenden Kreistänzen steht ein Tänzer in der Mitte, um den die übrigen Teilnehmer einen Kreis bilden. Zunächst klatschen alle in die Hände, worauf die Trommelspieler „gimbey“, gemeint die Röhrentrommel goombay, rufen und zu singen beginnen. Dieselben Trommeln werden auch in dem neben Junkanoo zweiten traditionellen Musikstil der Bahamas, dem rake-and-scrape, verwendet. Dafür war früher prinzipiell jeder verfügbare Alltagsgegenstand als Klangerzeuger recht, darunter eine Singende Säge, und von den Kolonialherren übernahm man das Akkordeon. Die Trommeln beim Junkanoo und bei anderen zeremoniellen Anlässen bedeuten für die Teilnehmer mit afrikanischen Wurzeln einen Rückbezug zu den Ahnen und zu einer „afrikanischen Spiritualität“, die in der Diaspora eine Art von nationaler Identität hervorbringt.
In den 1950er Jahren spielte der bekannte Pianist George Symonette (* 1913) den von jamaikanischen gumbe-Rhythmen und amerikanischem Jazz beeinflussten Goombay-Musikstil mit Klavier, Gesang, Gitarre und Trommeln. Bezeichnenderweise ist Symonettes Titel Goombay von 1954 eine deutlich erkennbare Übernahme von El Manicero des kubanischen Komponisten Moisés Simons. Dieser 1930 als Son Cubano veröffentlichte Song war die erste Aufnahme kubanischer Musik, die in den 1930er Jahren in Westafrika vermarktet wurde und einen lang anhaltenden Einfluss bis nach der Unabhängigkeit ausübte – etwa auf das 1970 im Senegal gegründete Orchestra Baobab.

### Sierra Leone
Im Jahr 1795 deportierten die Briten 550 rebellierende Maroons von Jamaika nach Nova Scotia und rund 400 von ihnen gehörten, als sie im Jahr 1800 in Freetown ankamen, zu einer der ersten größeren Gruppen ehemaliger Sklaven, die nach Afrika „zurückgebracht“ wurden. Mit den direkt aus Jamaika verbrachten Maroons waren es anfangs rund 600 Menschen, die ihre kreolische Kultur einschließlich der gumbe zunächst in Freetown etablierten. Freetown war 1787 von der britischen Sierra Leone Company, die zur Bewegung der Abolitionisten gehörte, mit einer Gruppe von Schwarzafrikanern aus London gegründet worden und wuchs durch andere afroamerikanische Emigranten zu einem Ort, der um 1800 mindestens 2000 Einwohner unterschiedlicher Ethnien und Nationalitäten hatte. Für die Neuankömmlinge aus der Karibik war die gumbe ein Ausdruck ihrer kreolischen Identität und Kultur.
Auf dem Schiff von Nova Scotia nach Freetown fuhr auch der britische Angestellte der Sierra Leone Company George Ross mit, der ungefähr drei Wochen nach der Ankunft an einer Beerdigungsfeier der Maroons nahe Freetown teilnahm. Er berichtet, dass dabei traditionelle Lieder in der Kreolsprache Kromanti gesungen wurden, wie dies Maroons in Accompong, Jamaika, bis heute tun und erwähnt weiterhin, dass er an den folgenden Tagen bei sonstigen Gelegenheiten Trommeln hörte, lediglich den Namen gumbe nennt er nicht. Dies stärkt die Vermutung, dass die Maroons gumbe auf den Schiffen mitbrachten, auch wenn es keine konkreten Notizen dazu in den Schiffsunterlagen gibt.
Die aus dem gemeinsamen Schicksal der Sklaverei heraus entstandene kreolische Kultur traf in Sierra Leone auf die größere und besonders heterogene Gruppe der in Afrika befreiten Sklaven. Deutlich macht dies der deutsche Missionar und Sprachforscher Sigismund Wilhelm Koelle, der Anfang der 1850er Jahre unter den Einwohnern Freetowns 160 Sprachen und 40 Dialekte zählte. Die Migranten stammten von der gesamten westafrikanischen Küste, ferner vom Kongo und von Mosambik. Aus der Verbindung der Einwohner von Freetown im Verlauf des 19. Jahrhunderts gingen die heutigen Krio hervor.
Ein Resultat dieser Entwicklung war der Wechsel der gumbe vom Nationalsymbol einer kleinen Gruppe zum Kulturgut der viel größeren Gemeinschaft der Kreolen in Afrika. Der Historiker A. B. C. Sibthorpe, ein in Freetown lebender ehemaliger Sklave, beschreibt in seiner History of Sierra Leone von 1868, wie die gumbe in den 1820er Jahren von Maroons und anderen ehemaligen afrikanischen Sklaven unterschiedlicher Herkunft gespielt wurde. Ein britischer Beobachter in den 1830er Jahren erwähnt einen von den Maroons stammenden Tanz, der von „Freetowns Mädchen“, also nicht nur von Maroons, getanzt werde. Die mit der gumbe gespielten Musikstile blieben zwar mit der Kultur der Maroons verbunden, sie wurden aber auch von anderen aufgeführt. In den ersten Jahrzehnten des 19. Jahrhunderts führten die Einwohner Freetowns zeitgenössischen Schilderungen zufolge unzählige neue Unterhaltungstänze ein, die mit Trommeln und wohl häufig mit einer gumbe begleitet wurden. Die oft bis zum Morgengrauen und mehrere Nächte hintereinander andauernden Veranstaltungen mit gemischt-ethnischen Teilnehmern verhalfen wahrscheinlich der gumbe zu ihrer Beliebtheit bei der breiten unteren Bevölkerungsschicht.
In der christlichen Wochenzeitung The African and Sierra Leone Weekly Advertiser warnte 1858 der Herausgeber seine Leser vor „allen Arten von Gumbay-Tänzen“ und empfahl „dem vernünftigeren und besser erzogenen Teil der Leute, darauf zu verzichten“. Spätestens zu dieser Zeit war demnach die gumbe mit ihren diversen musikalischen Formen zu einem beliebten Instrument in der allgemeinen Unterhaltung geworden. Dies blieb die gumbe bis Anfang des 20. Jahrhunderts.
Des ungeachtet gehörte die gumbe mehreren Berichten aus dem gesamten 20. Jahrhundert zufolge bei den Krio auch zur zeremoniellen Musik bei Hochzeiten. Bei anderen festlichen Anlässen war die gumbe ebenso das bevorzugte Begleitinstrument. Darüber hinaus gewann die gumbe im Verlauf des 20. Jahrhunderts für die wachsende ethnische Identitätsbildung der Krio eine besondere Bedeutung. Die Krio verstehen sich heute in Sierra Leone als eigenständige Kultur.
Die gumbe hat in Sierra Leone nicht nur in der Musik der Krio überlebt, sondern auch in den in den 1920er Jahren eingeführten Popularmusikstilen Palm-wine music (der in Sierra Leone Maringa genannt wird), Asiko (ashiko) und Milo-jazz. Der Palm-wine-Musiker Ebenezer Calendar (1912–1985), ein Krio aus Sierra Leone, spielte anfangs in einem Gumbe-Ensemble, bevor er in den 1950er Jahren annähernd 300 Maringa-Lieder veröffentlichte, in denen der Einfluss von Gumbe-Rhythmen zu hören ist. Typisch für seinen Stil ist eine Calypso-Gitarre und ein Call and Response-Gesang. Die 1970 gegründete Band Sierra Leone’s Refugee All Stars verbindet karibischen Reggae mit traditioneller Musik aus Sierra Leone und Gumbe-Rhythmen, gelegentlich verwenden die Musiker auch eine gumbe.
Mehr als die anderen Ethnien in Freetown sorgten die Krio seit den 1830er Jahren für die Verbreitung der gumbe entlang der westafrikanischen Küste. Mit Beginn des 19. Jahrhunderts waren die Krio im Landesinnern als Lebensmitteleinkäufer für die wachsende Nachfrage von Freetown unterwegs; bis um 1820 hatten einige Handelsunternehmen in Gambia, Liberia und weiter südlich an der Küste gegründet. Viele Krio arbeiteten als Matrosen auf den Schiffen, die zwischen Gambia und Fernando Po (heute Bioko) unterwegs waren. Die Einführung der Dampfschiffe durch die African Steamship Company 1852 brachte verbesserte Handelsbedingungen, besonders für kleinere Händler, die mit gecharterten Frachtschiffen bislang nicht versorgte Hafenorte belieferten. Mitte des 19. Jahrhunderts waren rechteckige Rahmentrommeln, die gumbe oder mancherorts anders hießen, zwischen Senegal, Gambia, Guinea-Bissau, Mali, Elfenbeinküste, Königreich Dahomey und Nigeria sowie in Teilen Zentralafrikas verbreitet. Die mit der gumbe gespielte neue Musik wurde als eingewanderter Musikstil für ein städtisches Publikum aufgeführt, fand aber auch in die spezifische Volksmusik mancher Ethnien. Bis heute überwiegt die Einschätzung von Gumbe als einer relativ neuen, mit Migration verbundenen Musik.

### Guinea-Bissau
In Guinea-Bissau wird heute keine rechteckige Rahmentrommel mehr gespielt, die gumbe übt dennoch nach wie vor einen großen Einfluss auf die Musik der ehemaligen portugiesischen Kolonie aus. Die Situation ist mit derjenigen auf den Bahamas vergleichbar. Anstelle der Rahmentrommel spielen Musiker auf der Wassertrommel tina einen Gumbe-Tanzrhythmus in einem Zweier-Takt. Die Wassertrommel hat keine Membran, sondern besteht aus einer umgedrehten Kalebassen-Halbschale, die in einem Gefäß mit Wasser schwimmt und mit beiden Fäusten geschlagen wird. Solche Wassertrommeln sind in der traditionellen Musik Westafrikas weit verbreitet. Dort ist die karibische gumbe durch diese Übertragung des Rhythmus auf das Volksmusikinstrument angekommen, interpretiert Rachel Jackson (2012).
In den 1970er Jahren spielten Bands wie Cobiana Djazz (1970 gegründet von José Carlos Schwarz, 1949–1977) und Super Mama Djombo (1964 als Jugendband gegründet, 1986 aufgelöst) einen populären Gumbe-Stil mit E-Gitarren, Bass, Bongos und Saxophon. Manecas Costa (* 1967) ist ein Sänger und Gitarrist, der ebenso eine von Gumbe, der malischen Unterhaltungsmusik und der portugiesischen Musik der Kapverdischen Inseln geprägte Popularmusik macht. Der Gumbe-Stil wird auch von dem aus Guinea-Bissau stammenden, in London ansässigen Jazz-Musiker Tony Dudu und seiner Band Tony Dudu and Gumbe Jazz gepflegt.
Die Sprache der Gumbe-Lieder ist Guineabissauisches Kreol, das die Verkehrssprache des Landes ist und die Sprache der Aufständischen gegen die portugiesische Kolonialherrschaft war. Guinea-Bissau ist durch eine weit verbreitete kreolische Kultur mit traditionellen Glaubensvorstellungen geprägt. Gumbe passt als Musikstil in dieses kulturelle Umfeld wegen seiner kreolischen (inter-ethnischen) und keiner Religion zugehörigen Herkunft.

### Elfenbeinküste
In der Elfenbeinküste ist die gumbe als goumbé bekannt. Die meisten Musiker sind zu einer Vereinigung (association, die bestimmte, durch Musik angespornte Arbeiten ausführt oder ein Geheimbund) zusammengeschlossen oder mit dem Leiter eines Musikensembles verbunden. Zur Tanzbegleitung verwenden die Dan im Westen meist becherförmige und hohe zylindrische Standtrommeln. Die Baule im Zentrum nennen die großen Bechertrommeln atungblan (in Ghana atumpan).
Die goumbé, die auch in der Elfenbeinküste nicht zu den traditionellen Trommeltypen zählt, wird im Verlauf des 20. Jahrhunderts mehrfach im Zusammenhang mit goumbé-Vereinigungen erwähnt. Der Filmemacher Jean Rouch dokumentierte in den 1950er und 1960er Jahren die goumbé in einigen ethnographischen Filmen. La Goumbé des jeunes noceurs von 1965 hat eine goumbé-Vereinigung zum Thema. Es geht in diesem Film um eine Gruppe von Musikern und Tänzern, die aus Obervolta (heute Burkina Faso) nach Treichville kamen und dort jeden Samstag und Sonntag Tanzaufführungen auf der Straße organisieren. Treichville mit einer stark ethnisch gemischten Einwohnerschaft ist der zentrale Stadtteil von Abidjan, der an den Wochenenden als lebhaftes Vergnügungsviertel von den einfachen Schichten besucht wird. Jean Rouch beschreibt den Goumbé als Tanzstil der Migranten. Entlang der Küste sind Vereinigungen von Kreolen, die mit der Rahmentrommel goumbé auftreten, heute weitgehend verschwunden. Der Goumbé-Stil wird noch in geringem Umfang in einem kreolischen Umfeld gepflegt.
Die Gruppe Zagazougou Coup in Abidjan verwendete in den 1990er Jahren neben anderen Trommeln auch eine goumbé. Die aus dem Zentrum der Elfenbeinküste nach Abidjan gekommene Band Les Frères de la Rue spielt eine Art von jamaikanischem Reggae, den sie Reggae Goumbé nennen. Reggae Goumbé ist ein moderner städtischer Stil.
Im Süden der Elfenbeinküste werden quadratische einfellige Rahmentrommeln unterschiedlicher Größen vom Typ der gumbe, aber ohne Stuhlfüße und in der Hand gehalten, in einem Set verwendet. Die tief klingende bawn wird mit einem Stock geschlagen, die akèdèba (auch drôm) und tamalé mit zwei dünnen Stöcken, während titine und pambi mit beiden Händen geschlagen werden. Diese Rahmentrommeln begleiten moderne Unterhaltungstänze.

### Mali
Mit mehreren Dutzend Typen bilden Trommeln die am weitesten verbreitete Musikinstrumentenkategorie in Mali. Am häufigsten kommen Bechertrommeln (djembé), zweifellige Fasstrommeln (dundun), Sanduhrtrommeln (tama) und Kesseltrommeln mit Kalebassenkorpus vor. Die seit jeher seltene Rahmentrommel gube ist weitgehend verschwunden, entsprechend gering sind die Informationen in der Literatur. Der französische Anthropologe Claude Meillassoux veröffentlichte 1968 eine Untersuchung über freiwillige Vereinigungen in Bamako, zu denen eine gube-Vereinigung gehört. Demnach gab es in der ersten Hälfte des 20. Jahrhunderts mehrere gube-Vereinigungen in den Stadtvierteln von Bamako, zwischen denen eine gewisse Konkurrenz bestand. Von den 1930er Jahren bis in die 1950er Jahre galt die gube unter den Jugendlichen Bamakos als ein Zeichen von Weltoffenheit. Ein gube-Ensemble, das Meillassoux beobachtete, bestand aus vier oder fünf Jungen im Alter zwischen 14 und 16 Jahren, die in einer Reihe sitzend gube spielten und durch eine große Zylindertrommel ergänzt wurden. Die Gruppen traten regelmäßig öffentlich zur Unterhaltung auf. Die Rahmentrommel gehörte zur Musik der allgemeinen städtischen Jugend, ethnische Auswahlkriterien für die Aufnahme in eine solche Gruppe gab es offenbar nicht.
Die gube wurde möglicherweise im 19. Jahrhundert aus dem Senegal eingeführt, die Musiker selbst konnten keine Angaben zur Herkunft der Rahmentrommel machen. Mit der Unabhängigkeit Malis 1960 begann eine von der Regierung propagierte Hinwendung zu den eigenen kulturellen Wurzeln, worunter die dominante Ethnie der Mande verstanden wurde. Neben E-Gitarren setzten die populären Bands daher die Stegharfe kora und das Balafon (bala) ein, während die „fremde“ Rahmentrommel diskreditiert wurde und verschwand.

### Ghana
In Ghana sorgen üblicherweise neben Trommeln eine Vielzahl von Idiophonen für die Rhythmen. Hierzu gehören geschüttelte Gefäßrasseln und mit einem Stab geschlagene klöppellose Glocken, Einfachglocken und Doppelglocken wie die gankogui, sowie Schellen, die sich Tänzer um die Füße binden. Mit einer Glocke wird auch der Takt für die rechteckige Rahmentrommel gome geschlagen. Andere Aussprachen für gome sind gombe oder gumbe.
Die gome wurde in Ghana um 1900 durch Handwerker der Ga eingeführt, die zuvor in Zentralafrika in einem Gebiet von Kamerun bis Belgisch-Kongo gearbeitet hatten. In Belgisch-Kongo waren auch Wanderarbeiter aus Sierra Leone beschäftigt, von denen sie wahrscheinlich das Spiel auf der Rahmentrommel übernahmen. Diese Vermutung stützt sich auf die ältesten Gome-Lieder der Ga, die in westafrikanischem Pidgin-Englisch gesungen werden. In dieser Sprache verständigten sich die westafrikanischen Wanderarbeiter aus britischen Kolonien im Kongo, die dort zwischen 1885 und 1908 beschäftigt waren. Eine weitere Gelegenheit zum Kulturaustausch bot sich 50 Jahre später, als Fischer der Ga, die auf der Insel Fernando Po (Bioko) mit Migranten aus Sierra Leone zusammengetroffen waren, zwischen 1947 und 1954 nach Ghana zurückkehrten. Zunächst verbreiteten Ga die gome im Raum Accra unter anderen Ethnien aus dem nördlichen Ghana und aus Togo. Eine dieser Musikgruppen aus heimgekehrten Ga-Fischern war die 1954 gegründete Kpehe Gome Group. Bis in die 1960er Jahre wurden Gome-Lieder im westafrikanischen Pidgin-Englisch gesungen. Der Stil ist bis heute mit den Ga verbunden, die ihre Lieder in Ga oder in einer Mischung aus Ga und Englisch singen.
Die Ga pflegten als Fischer in der Umgebung von Accra eine typisch kreolische Kultur und übten einen beträchtlichen kulturellen Einfluss auf andere Ethnien aus. Über die Ga wurde die goma zu einer der heutigen landeseigenen Traditionen. Von den 1920er bis zu den 1950er Jahren hatte der Gome-Stil einen starken Einfluss auf andere neo-traditionelle Stile wie Simpa, Gahu, Konkoma und Kpanlogo. Der in den 1930er Jahren eingeführte Simpa verbindet die Musiktradition der Dagomba im Norden. Gahu ist ein in Cotonou (Benin) entstandener Trommeltanz, der sich zunächst entlang der Küste Nigerias ausbreitete und dann von Fischern der Ewe ins südliche Ghana gebracht wurde. Gome-Trommeln setzten bis in die 1950er Jahre auch des Öfteren Highlife-Bands ein und sie prägten diesen Stil, aus dem panafrikanische Popularmusikstile wie Afrobeat hervorgingen.

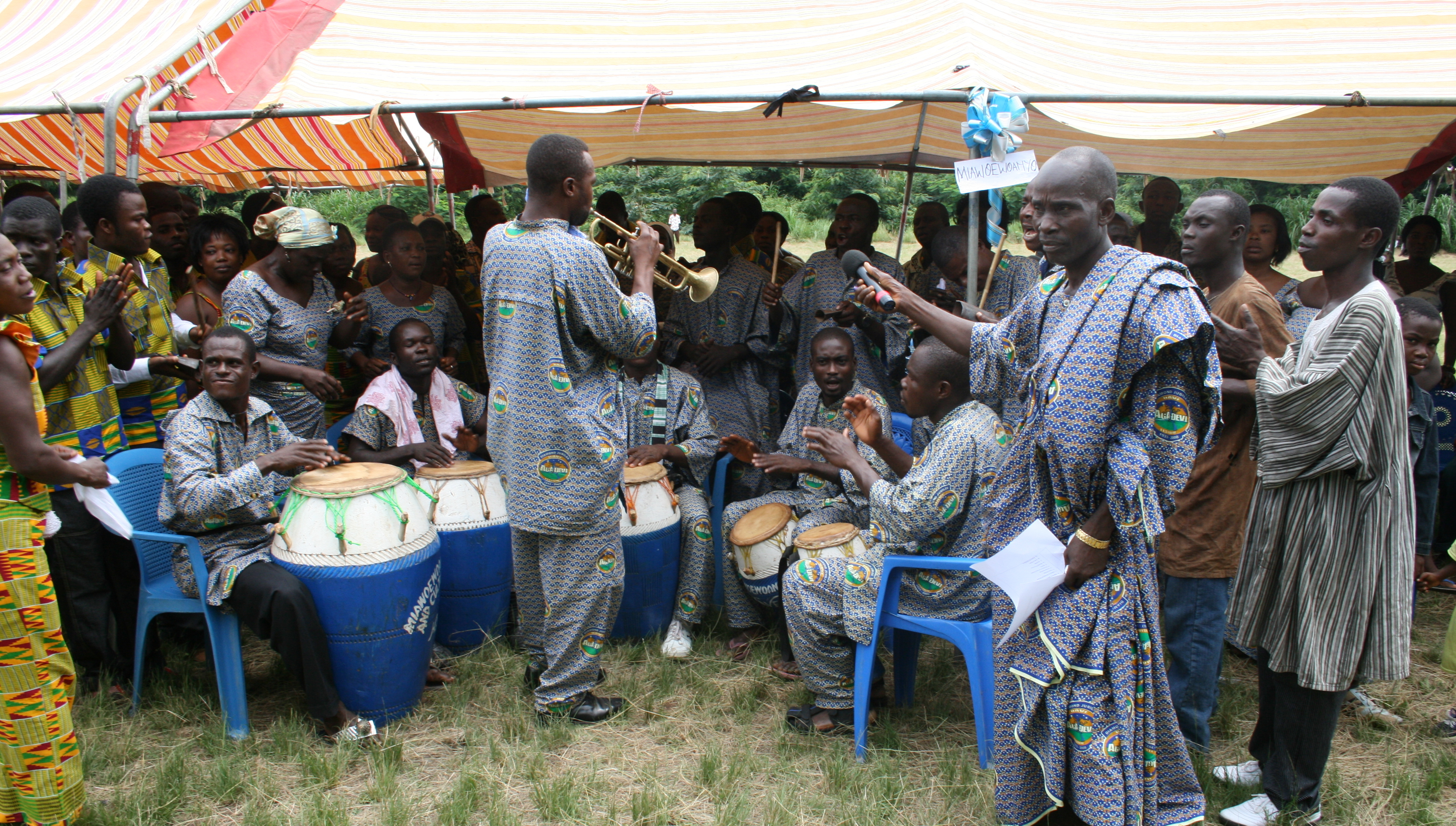
Borborbor-Tanzmusikgruppe der Ewe mit großen Fasstrommeln und einer Trompete in der Kleinstadt Have (Afadzato South District) im Osten Ghanas

Der Konkoma war eine in den 1930er und 1940er Jahren bei Jugendlichen und jungen Männern der Akan beliebte einfache Form des Highlife (in den Küstenstädten in der lokalen Version als Adaha bekannt), bei der anstelle der teuren Blasinstrumente der europäischen Marschmusikkapellen mehrere Gesangsstimmen und vielleicht ein Clairon die Melodie bildeten, und Glocken, Rasseln, die Rahmentrommel konkoma und die pati, eine selbst gebaute Kopie einer Marschtrommel, für den Rhythmus sorgten. Die konkoma ist eine kleinere, in der Hand gehaltene Ausführung der quadratischen Rahmentrommel gome und wie jene bei den Akan in die eigene Musiktradition eingegangen. Die Konkoma-Bands marschierten in militär-ähnlichen Uniformen und spielten sowohl europäische geradtaktige (2/4) als auch komplexe synkopierte Rhythmen des Highlife. Die Jugendlichen veranstalteten auch Tanzwettbewerbe und wegen ihrer rowdyhaften Auftritte wurde der Konkomba von den Älteren als ein Stil jugendlicher Raufbolde abgetan. Dennoch breitete sich der Konkoma in den 1940er Jahren von den Akan nach Osten zu den Ewe und weiter bis in den Westen Nigerias aus. Der mit ghanesischen Migranten nach Nigeria gelangte Konkoma beeinflusste dort den Highlife und den Jùjú-Gitarrenstil der Yoruba. Die Ewe machten um 1950 aus dem Konkoma den Tanz- und Musikstil Borborbor.
Der ghanesische Gitarrist Appiah Adjekum setzte in den 1940er Jahren drei gome (konkoma) in seiner Palm-wine music spielenden Gitarrenband ein. Auch andere Palm-wine-Bands verwendeten Rahmentrommeln. E.K. Nyame (1927–1977), der 1949 Appiah Adjekums Band verließ und mit einer eigenen Gruppe aus Gitarren und afro-kubanischen Perkussionsinstrumenten zu einem bekannten Vertreter des frühen Highlife wurde, begründete seinen Verzicht auf die Verwendung der gome in einem Interview 1975 als „Modernisierung“.
In den 1970er Jahren machten einige Bands mit dem Namen Ga Cultural Troupe eine Kombination aus traditioneller Musik der Ga mit E-Gitarren populär. Zu ihrem Instrumentarium gehörten große Rahmentrommeln gome, Rasseln, Glocken (gankogui), Gitarren und Bambusflöten (atenteben). Das in der Sprache Ga gesungene Repertoire bestand aus Seemannsliedern, Gome-Volksliedern und Unterhaltungsmusik mit den Tanzrhythmen Kpanlogo (Anfang der 1960er Jahre von jugendlichen Ga in Accra eingeführt) und Kolomashie. Die erste dieser Bands war Wulomei, die 1974 ihr Debüt Walatu Walasa veröffentlichte. Auf der gesamten LP ist die gome zu hören.
Das 1988 in Accra gegründete Pan-African Orchestra übernahm Ende der 1990er Jahre einige Stücke der Afrobeat-Kompositionen des Nigerianers Fela Kuti und orchestrierte sie unter anderem mit einer gome und dem großen Holzkasten-Lamellophon prenprensiwa. Da zum Programm des Orchesters gehört, ausschließlich afrikanische Musikinstrumente zu verwenden, ersetzten sie die Keyboards durch die Bambusflöte atenteben und die Rhythmusgitarre durch zwei einsaitige Fiedeln gonje.

### Senegal
Senegal bildet eine Ausnahme bezüglich Herkunft und dem kulturellen Umfeld der Rahmentrommel, denn es gibt keine Kreolsprache und eine Sprache, Wolof, ist landesweit die Verkehrssprache. Die mutmaßlich bereits im 15. Jahrhundert durch portugiesische Seefahrer auf der Insel Gorée eingeführte Rahmentrommel gehört zu einer kleinen Bevölkerungsgruppe an der Küste und auf der vorgelagerten Insel Gorée, wo einst die portugiesischen Siedlungen lagen. Asiko bezeichnet heute die in der Hand gehaltene quadratische Rahmentrommel und einen Tanzstil.
Nach der Inbesitznahme von Gorée durch die Portugiesen folgten nacheinander die Niederländer, Briten und von 1677 bis zur Unabhängigkeit 1960 die Franzosen. Die Insel war ein bedeutender Stützpunkt für den Sklavenhandel. Die asiko kann also auch mit der 300 Jahre später aus der Karibik nach Freetown eingeführten gumbe in Verbindung gebracht werden. Auf andere Musikstile und Gebiete des Landes hat sich die asiko nicht ausgewirkt, aber sie wird etwa von der auf der Insel beheimateten Siko Band Gorée eingesetzt. Mit dem „Gorée“ im Namen steht die Rahmentrommel symbolisch für den transatlantischen Bezug der Band.

### Nigeria
Namensverwandt ist der Asiko-Musikstil in Nigeria. Die quadratische Rahmentrommel gumbe gelangte in den 1830er Jahren mit ehemaligen Sklaven aus Sierra Leone nach Nigeria. Des Weiteren brachten afrikanische Migranten aus Brasilien im Verlauf des 19. Jahrhunderts die dortige kreisrunde, in der Hand gehaltene Rahmentrommel samba mit. Nachdem die Briten 1861 Lagos annektiert hatten, fanden in den folgenden Jahren ersten statistischen Erhebungen statt. Für 1871 wurden unter den Einwohnern von Lagos 1500 schwarzafrikanische Migranten aus Sierra Leone und 1200 aus Brasilien geschätzt. Eine andere Schätzung von 1878 beziffert 6000 afrikanische Rückkehrer nach Westafrika insgesamt. In den 1880er Jahren wuchs in Nigeria die Zahl der Einwanderer aus Brasilien wesentlich stärker als derjenigen aus Sierra Leone.
Mit samba werden in Nigeria beide Rahmentrommeltypen bezeichnet: Die gumbe mit einem quadratischen Holzrahmen besitzt wie ihr karibisches Vorbild einen zweiten inneren Rahmen, der mit Keilen nachgespannt werden kann, aber keine Stuhlfüße. Sie wird üblicherweise gegen die Knie des sitzenden Musikers gelehnt und mit zwei Stöcken geschlagen. Bei der brasilianischen runden Rahmentrommel mit einem Holz- oder Eisenring wird die Membran mit Schnüren oder kleinen Keilen verspannt.
Auf die in den 1920er Jahren entstandene Asiko-Musik hatte die brasilianische samba einen größeren Einfluss als die karibische gumbe. Die Namen asiko und samba wurden damals gleichbedeutend für die Musik verwendet. Rückkehrer aus Brasilien brachten im 19. Jahrhundert auch portugiesische und spanische Lieder und Gitarrenmusik mit. Zum Asiko gehörten drei samba-Trommeln, eine mit den Fersen geschlagene Holzkiste und eine mit einem Nagel gekratzte Säge. Aus dem Asiko und Highlife bildete sich in den 1930er Jahren der Jùjú, woraus weitere populäre Stile hervorgingen. Um 1970 war die große karibische gumbe aus dem Asiko und den hiervon abgeleiteten Stilen verschwunden. Rahmentrommeln mit transatlantischer Herkunft, die sich von der Küste ins Landesinnere ausgebreitet haben, gehören in Nigeria in das christliche Umfeld, sie werden auch in christlichen Gottesdiensten eingesetzt, aber nicht zur eigenen traditionellen Kultur gezählt. Zu den weiteren regionalen Stilen, die den Highlife beeinflussten, gehören Swange und Kalangu im Norden, Apala und Sekere im Westen sowie Egwu, Ekpiri, Ogene, Ekombi und Itembe im Osten Nigerias. Itembe bezeichnet in der Efik-Sprache im Bundesstaat Cross River neben dem Tanzmusikstil auch die hierzu verwendete Trommel: eine konstruktiv der gumbe entsprechende quadratische Rahmentrommel mit einer kissenförmigen Membran ohne Füße. Sie wird mit den Händen oder mit einem Stock und einer Hand geschlagen. Der sitzende Musiker hält sie entweder zwischen den Knien mit der Membran schräg nach außen geneigt oder an einem Trageband um den Hals gehängt mit der Membran zu seinem Körper auf die Oberschenkel gestellt. Der Tanz ist für Mädchen und junge Frauen, manchmal nehmen auch junge Männer teil.

### Äquatorialguinea

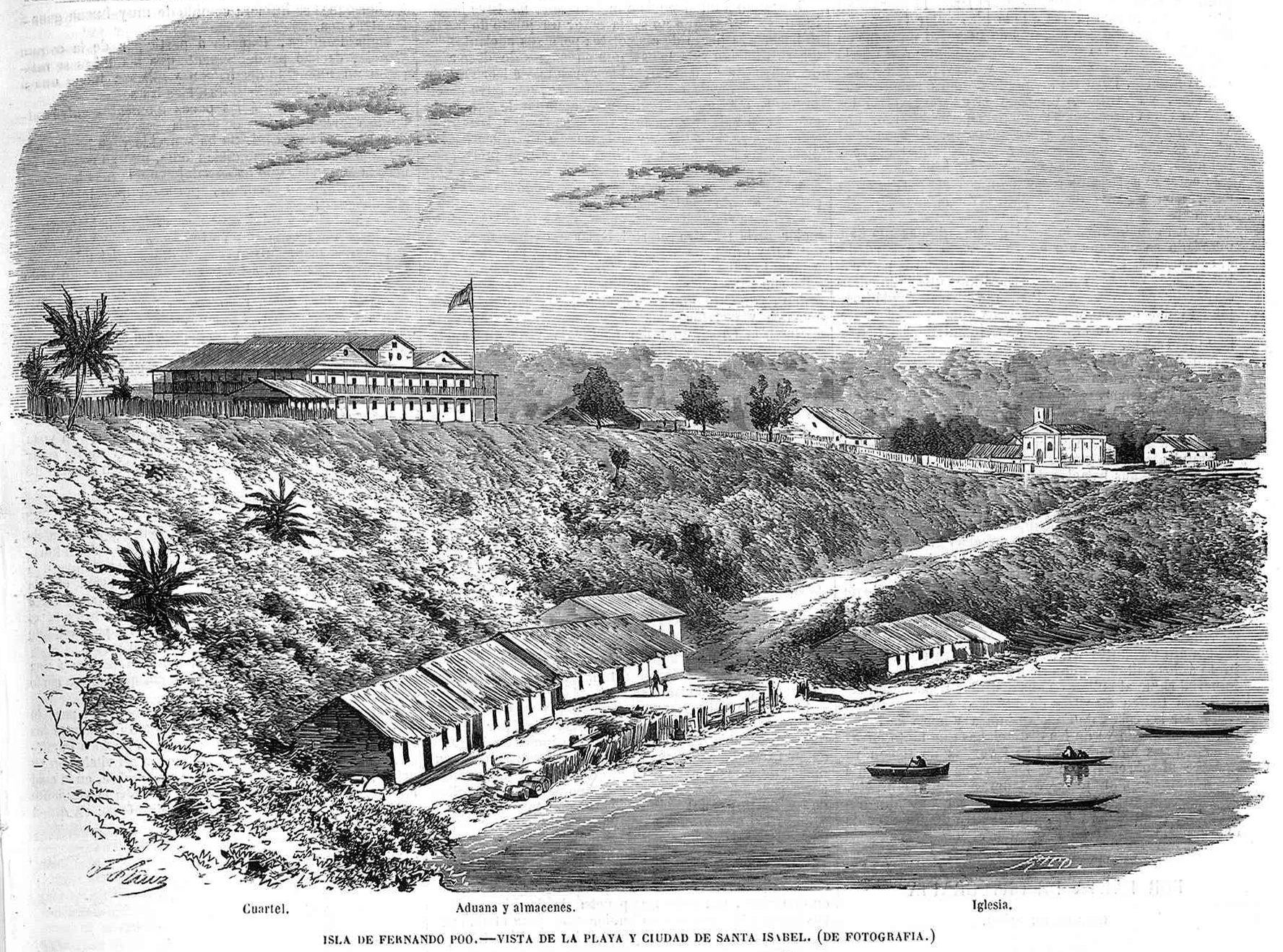
Anlegestelle und Häuser der Hauptsiedlung Santa Isabel auf der Insel Fernando Pó. Zeichnung von Federico Ruiz, 1864

Die Geschichte der gumbe in Äquatorialguinea konzentriert sich auf die beiden Inseln im Golf von Guinea Bioko (früher Fernando Pó) und Annobón. Auf Annobón wird die quadratische Rahmentrommel cumbé und auf Bioko kunki genannt. Die Bubi im Norden der Insel nennen sie kunké. Obwohl Fernando Pó im 19. Jahrhundert unter spanischer Kolonialherrschaft stand, unterhielten die Briten von 1827 bis 1872 einen Stützpunkt gegen die Sklaverei in Port Clarence, heute die Insel- und Landeshauptstadt Malabo (früher Santa Isabel). In dieser Zeit gelangte durch die britische Verwaltung eine große Zahl von Migranten aus Sierra Leone auf die Insel. Außerdem wurde das zum Bau der Stadt Clarence ab 1827 benötigte Holz mit dem Schiff aus Freetown herangeschafft. Die einzigen Handwerker in der Stadt waren in den 1840er Jahren Zimmerleute, die zwangsläufig auch die Fähigkeiten zur Herstellung der Rahmentrommeln mitbrachten. Die Ausbreitung der gumbe im multiethnischen Umfeld der Inselhauptstadt entspricht deren kulturellem Bezugsrahmen in den anderen Regionen. Anfang des 20. Jahrhunderts wurde die Rahmentrommel von Fernando Pó nach Annobón gebracht.
Die Trommeln cumbé und kunki besitzen wie ihr Vorbild vier Füße und einen doppelten Holzrahmen zum Stimmen der Membran. Ihre Membran besteht aus Ziegen- oder Antilopenhaut. Sie werden aber, anders als in ihrer Herkunftsregion, auf beiden Inseln vom auf ihr sitzenden Musiker mit den Händen und mit den Fersen geschlagen. Auf Fernando Pó benutzten die Musiker auch eine Säge, das typische Handwerkszeug der Zimmerleute, als Melodieinstrument zusammen mit der Rahmentrommel.
Während bei der gome in Ghana eine Glocke den Takt markiert, werden bei der cumbé auf Annobón zwei Holzstöcke (katá) zusammengeschlagen. Die katá sind zehn Zentimeter breit und einen Meter lang. Der Name katá verweist auf die Herkunft aus der Karibik. In Kuba werden so zwei Bambusstöcke bezeichnet und in Jamaika heißen Stöcke katá, die den Takt für Trommeln bei volksreligiösen Kumina-Zeremonien vorgeben.
Auf Annobón wird mit der cumbé ein Brautwerbetanz begleitet. Einen solchen Tanz, der einzig von einer gumbe begleitet wurde, gab es einer Beschreibung von 1826 zufolge in Jamaika („eine Art Bolero“ oder „Liebestanz“). Der Cumbé ist ein Tanz von mehreren gemischten Paaren, obwohl in Afrika häufiger Männer und Frauen in getrennten Gruppen tanzen. Beim langsamen Beginn werden die cumbé nur mit den Händen gespielt, bis ein Rhythmuswechsel erfolgt, der zu einer gesteigerten Dynamik führt. Die Trommler schlagen nun auch mit ihren Fersen auf die Membranen. Auf Annobón existiert eine cumbé-Vereinigung, bei der Kinder das Spiel der Rahmentrommel erlernen können. Sind sie ausreichend ausgebildet, werden sie als Musiker anerkannt und dürfen bei Veranstaltungen auftreten.
Trommeln gehören auf beiden Inseln auch zu den christlichen Gottesdiensten, wobei jede Ethnie eigene Zeremonien mit ihren jeweiligen Musikinstrumenten pflegt. In einer Kirche in Malabo werden beim Gottesdienst zwei Trommeln verwendet: eine große, tief klingende cumbé, die mit den Händen und Füßen geschlagen wird, und eine kleine, hoch klingende quadratische Rahmentrommel tambalí, deren Rahmen ähnlich konstruiert ist und die mit zwei dünnen Stöcken (öpá tomböl) geschlagen wird. Die tambalí ist eine kleine einfellige Rahmentrommel ohne Füße. Hinzu kommen ein geschlagenes Eisenblech (chin) und hölzerne Gegenschlagstäbe (katá).
Die kunkí und ihr Musikstil wurden auf Bioko bis in die 1970er Jahre zu Hochzeiten, Taufen und anderen Zeremonien aufgeführt. Die von Kreolen in Malabo praktizierte Initiationszeremonie pulnadö für Neugeborene war ein Frauentanz, der von drei quadratischen Rahmentrommeln begleitet wurde. Neben der großen kunkí mit rund 50 Zentimetern Kantenlänge und doppelt so langen Stuhlfüßen wurden zwei unterschiedlich hoch tönende tambalí mit 15 und 20 Zentimetern Kantenlänge geschlagen. Weitere Instrumente waren ein Akkorden, eine Säge und eine Glasflasche. Der Rhythmus dieses Tanzes war lebhafter als beim Paartanz der cumbé. Dieser Tanz ist verschwunden, während die cumbé weiterhin verwendet wird.
Der Gitarrenstil Maringa, eine mit den kreolischen Einwanderern aus Sierra Leone verbundene Variante der Palm-wine music, lässt sich in Aquatorialguinea bis in das erste Jahrzehnt des 20. Jahrhunderts zurückverfolgen. Mit einer spanischen Gitarre und Perkussionsinstrumenten werden afrokubanische Rhythmen gespielt. Maringa ist daneben ein von den Kreolen und auch von den Bubi auf Bioko getanzter zeremonieller Tanz, der von fünf einfelligen Trommeln und Perkussionsinstrumenten begleitet wird. Maskierte Tänzer repräsentieren die Ahnen.

### Kongo
In der Demokratischen Republik Kongo heißt die quadratische Rahmentrommel patenge oder wie der Musikstil maringa. Der Maringa war einer der Einflüsse, aus dem der Soukous (kongolesischer Rumba) hervorging. Die patenge entspricht mit ihrem doppelten Rahmen der gumbe und wird in derselben Position wie die Rahmentrommel mit Stuhlgestell vom über ihr sitzenden Musiker mit der Membran senkrecht zwischen den Beinen gehalten. Der Musiker kann durch Druck mit einer Ferse auf die Membran die Tonhöhe variieren. Die patenge wird noch heute gelegentlich im Südwesten des Landes in diesen modernen populären Stilen mit Einflüssen aus Lateinamerika und der Karibik verwendet. Die Zeit ihrer Entstehung in den 1940er und 1950er Jahren wird Tango ya ba-Wendo genannt. Die Sänger trugen Maringa-Lieder vor und begleiteten sich auf einer Gitarre, einem Akkordeon oder dem Lamellophon likembe, während ein oder zwei weitere Musiker mit einer Glasflasche und einer patenge für den Rhythmus sorgten. Der Maringa-Stil erreichte seinen Höhepunkt in den 1950er Jahren.